# 광주 금곡동 제철유적
금곡동제철유적(金谷洞製鐵遺蹟)은 광주광역시 북구 금곡동에 있는, 임진왜란 때의 의병장인 김덕령 장군과 관련된 유적지로, 무기를 만들던 곳이다. 1994년 2월 18일 광주광역시의 기념물 제21호로 지정되었다.

## 개요
임진왜란 때의 의병장인 김덕령 장군과 관련된 유적지로, 무기를 만들던 곳이다.
무등산 꼭대기에서 서북쪽으로 뻗은 능선이 비교적 완만한 경사지의 평탄한 곳에 자리하고 있으며, ‘주검동(鑄劍洞)’이라 불리기도 한다.
이곳은 위아래 2단으로 돌을 쌓고, 제철 쓰레기를 처리하기 위한 급경사면을 만든 후 제철, 단조(緞造:광석에서 금속을 뽑아 두드려 만드는 과정)에 이르기까지 철기 생산에 필요한 기본과정과 시설을 배치해 놓았다. 제철로는 작은 판돌과 깬돌을 이용하여 직사각형으로 만든 후 그 안을 점토 등으로 다졌다. 제철로에서 생산된 철을 다시 가열하여 불순물을 없애는 정련로는 가운데 바닥의 판돌이 열 때문에 갈라져 있다. 제철로의 동쪽 8m에는 단조철기(두드려서 만든 철기)에 사용되었던 단조로와 단조대석이 있다. 단조로는 많이 파손되어 그 형태가 변형되었는데, 타원형 내지는 직사각형으로 보인다. 단조대석은 불순물이 없어진 철괴로, 단조철기를 만들던 시설이다. 제철로와 정련로에서 생산된 철괴의 불순물을 없애는데 이용했던 대형대석이 확인되었고, 철제·단조박편·철촉·철촉반제품·추형철기 등의 제철유물과 분청자·질그릇 등의 유물이 발견되었다.
출토된 유물들로 보아 조선시대인 15∼16세기에 사용되었던 유적으로 보인다.

## 참고 자료
- 금곡동제철유적 - 국가유산청 국가유산포털